# Vilniaus vingis
Vilniaus vingis (Ви́нгис) — литовское предприятие, производитель радиодеталей, промышленных систем управления, точных инструментов, технологического оборудования для литья алюминия и пластмасс, существовавшее в период 1959—2007 годов. Названо по близрасположенному парку Вингис.
Был запущен как Вильнюсский завод телевизионных узлов, первая продукция — компоненты для паневежского завода кинескопов «Экранас» (Ekranas) и каунасского производителя телевизоров «Шилялис». 
В 1970-е годы, в связи с расширением ассортимента продукции, переименовано в Вильнюсский завод радиокомпонентов, впоследствии[когда?] — в производственное объединение «Вингис». 
На пике экономических результатов, пришедшемся на конец 1980-х годов, на предприятии работало 5 тыс. сотрудников.
В 1994 году предприятие акционировано, возглавил образованное общество Вацловас Шлейнота (лит. Vaclovas Šleinota); акции компании торговались на Вильнюсской фондовой бирже (тикер VNG1L). Продукция (отклоняющая система) поставлялась на телевизионные заводы Samsung в Венгрии и Thomson в Польше.
В начале 2000-х годов предприятие находилось в предбанкротном состоянии, и выйти из кризиса помогло восстановление взаимоотношений с заводом Ekranas, который обеспечил 70 % выручки предприятия. 
В 2006 году почти разорился уже Ekranas, и Vingis фактически утратил производство, штат сотрудников на этот момент составлял 850 человек. 
В то же время из предприятия в отдельную фирму Vilniaus Vingio mechanika выделилось точно-инструментальное подразделение (впоследствии претерпело банкротство и реорганизацию, по состоянию на 2018 год в ней работает 57 человек).
Производственный комплекс распродан во второй половине 2010-х годов, 14-этажное здание заводоуправления на проспекте Саванорю в 2010 году передано на реконструкцию под многоквартирный жилой дом. 
В 2011 году суд удовлетворил заявление акционерного общества об о банкротстве.